# Arrondissement Villeneuve-sur-Lot
Arrondissement Villeneuve-sur-Lot (fr. Arrondissement de Villeneuve-sur-Lot) je správní územní jednotka ležící v departementu Lot-et-Garonne v regionu Akvitánie ve Francii. Člení se dále na 11 kantonů a 92 obcí.

## Kantony
- Cancon
- Castillonnès
- Fumel
- Monclar
- Monflanquin
- Penne-d'Agenais
- Sainte-Livrade-sur-Lot
- Tournon-d’Agenais
- Villeneuve-sur-Lot-Nord
- Villeneuve-sur-Lot-Sud
- Villeréal